# Комсомольская (Тюменская область)
Комсомо́льская — деревня в Ишимском районе Тюменской области России. Входит в состав Десятовского сельского поселения.

## География
Деревня находится в юго-восточной части Тюменской области, в пределах юго-западной части Западно-Сибирской низменности, в лесостепной зоне, в левобережной части бассейна реки Камышка, на расстоянии 51 км к северо-западу от города Ишим, административного центра района.

### Климат
Климат континентальный с холодной продолжительной зимой и тёплым относительно коротким летом. Средняя температура воздуха самого холодного месяца (января) — −18,7 °C (абсолютный минимум — −47,3 °C); самого тёплого месяца (июля) — 18 °C (абсолютный максимум — 38,4 °С). Безморозный период длится в среднем 111 дней. Среднегодовое количество атмосферных осадков составляет 181—469 мм, из которых 70 % выпадает в тёплый период. Продолжительность залегания снежного покрова составляет в среднем 164 дня.

### Часовой пояс
Деревня Комсомольская, как и вся Тюменская область, находится в часовой зоне МСК+2. Смещение применяемого времени относительно UTC составляет +5:00.

## Население
| 2010 |
| ---- |
| 47   |

### Национальный состав
Согласно результатам переписи 2002 года, в национальной структуре населения русские составляли 71 % из 62 чел.